# Bernardo Pinheiro Correia de Melo
Bernardo Pinheiro Correia de Melo (Guimarães, 27 de maio de 1855 – Vila Nova de Famalicão, 21 de maio de 1911), 1.º conde de Arnoso, foi um oficial general de engenharia do Exército Português, diplomata e escritor que exerceu as funções de oficial-às-ordens e secretário pessoal do rei D. Carlos. Foi par do reino. Foi membro do grupo de intelectuais conhecido pelos Vencidos da Vida usando o pseudónimo literário Bernardo Pindela. Encontra-se colaboração da sua autoria nas revistas A imprensa (1885-1891), A semana de Lisboa (1893-1895) e na revista Brasil-Portugal  (1899-1914).

## Biografia
Em 1862, com 7 anos de idade, foi estudar para Lisboa para o Colégio dos Inglesinhos, vivendo em casa dos Condes de Casal Ribeiro, amigos da família Pindela. Terminados os estudos secundários, frequentou os preparatórios da Escola Politécnica de Lisboa e cursou Matemáticas na Universidade de Coimbra, completando o curso de engenharia militar da Escola do Exército, iniciando uma Carreira no Exército Português como oficial de Engenharia. Na carreira militar, assentou praça em 7 de novembro de 1871, sendo promovido a alferes, em 29 de dezembro de 1877, a tenente em 14 de Janeiro de 1880, a capitão em 31 de Outubro de 1884, a major em 14 de novembro de 1901 e a tenente-coronel do Estado Maior na mesma data. Passou à reforma no posto de general de brigada em 27 de fevereiro de 1908, logo após o regicídio que ceifou a vida a D. Carlos.
Amigo pessoal do rei D. Carlos, foi nomeado seu oficial às ordens e depois seu secretário particular.
As suas funções na corte e o seu domínio da língua inglesa levaram a que fosse encarregado de diversas missões diplomáticas, entre as quais a de secretário da Embaixada Extraordinária à Corte Imperial de Pequim, enviada à China em 1887, visando um tratado que normalizasse as relações com aquele império e desse segurança à presença portuguesa em Macau. A missão diplomática, chefiada pelo conselheiro Tomás de Sousa Rosa, teve como resultado a assinatura do Tratado de Amizade e Comércio Sino-Português, datado de 1 de dezembro de 1887, confirmando a posse portuguesa de Macau.
Acompanhou o rei D. Carlos à Grã-Bretanha, em janeiro de 1901, por ocasião do falecimento da rainha Vitória, e acompanhou o príncipe D. Luís Filipe às cerimónias da coroação do rei Eduardo VII. Também integrou a comitiva real na visita régia às ilhas Adjacentes, realizada de 22 de junho a 5 de julho de 1901 nas ilhas dos Açores e Madeira.
Foi nomeado par-do-reino por carta régia, de 29 de dezembro de 1900, tendo prestado juramento e tomado assento na Câmara dos Pares na sessão de 6 de março de 1901.
Amigo e admirador de Eça de Queirós, foi um dos mais influentes para que se levantasse em Lisboa um monumento à memória daquele escritor. A estátua, que inclui uma figura feminina representando A verdade, esculpida por Teixeira Lopes, foi entregue à cidade de Lisboa em 9 de novembro de 1903, sendo formalmente recebida pelo conde de Ávila, então Presidente do Município. Na cerimónia coube ao conde de Arnoso fazer a evocação pública do memória do escritor e do amigo desaparecido.
Integrado nos meios intelectuais de Lisboa, fez parte do grupo que ficaria conhecido como os Vencidos da Vida. Foi no seu tempo um apreciado escritor, tendo um dos seus biógrafos assim o descrito: O conde de Arnoso é de nascença; e teria de sê-lo pelas imposições da sua vida, o que os franceses chamam um espírito prime-sautier e que nós chamamos em português, quando se trata do coração, um coração ao pé da boca. A inteligência dentro dele está sempre de serviço, não tem férias; e ele encomenda-lhe em curtíssimos prazos, as mais desencontradas tarefas. É assim que o tenho visto tratar de negócios, apreciar homens e livros, escrever ele próprio graciosos contos, encantadoras peças de teatro, vivas notas de viagem, com uma velocidade de comboio expresso e com uma igual despretensão, felicidade, elegância e gosto. A sua obra literária é uma série de instantâneos do seu espírito, cuja graça, cuja agudeza revelam, assim como os actos da sua vida espelham o seu coração sempre em flagrante. Assinou a maior parte da sua produção lietrária e jornalística com o pseudónimo Bernardo Pindela, derivado do título paterno. 
Colaborou em diversos jornais, mas com destaque para os da cidade do Porto. Entre eles inclui-se Arte e a Natureza, publicação quinzenal dos editores Biel & C.ª do Porto, e as revistas A imprensa (1885-1891), A semana de Lisboa (1893-1895) e Brasil-Portugal. Na revista Novidades inseriu notas da viagem a Pequim realizada em 1887, com a descrição da China e do Japão, as quais reuniu depois num livro com o título de Jornadas pelo mundo, que publicou em 1895.
Iniciou a sua carreira literária com a obra Azulejos, impressões da sua vida de estudante na Universidade de Coimbra. Seguiu-se a obra De braço dado, em colaboração com o conde de Sabugosa. Também se dedicou à escrita teatral, com A primeira nuvem, comédia em um acto, representada no Teatro D. Amélia em Maio de 1902 e editada pela casa Ferin, de Lisboa, e Suave milagre, uma peça em seis quadros, escrita em colaboração Alberto de Oliveira, que se representou no Teatro de D. Maria II em 28 de dezembro de 1901, e se repetiu em bastantes noites, obtendo sempre aplausos.
Fidalgo da Casa Real, foi cavaleiro da Ordem de Nossa Senhora da Conceição, comendador da Ordem de Isabel a Católica, de Espanha e cavaleiro da Ordem de São Maurício e São Lázaro, de Itália. Por decreto de 28 de setembro de 1895, o rei D. Carlos elevou-o a 1.º conde de Arnoso.

## Dados genealógicos
Nasceu em Guimarães, filho do segundo matrimónio de João Machado Pinheiro Correia de Melo, 1.º visconde de Pindela, fidalgo cavaleiro da Casa Real, do Conselho de Sua Majestade, e de Eulália Estelita de Freitas Rangel de Quadros, filha de António Moreira Lopes Machado, opulento negociante, e de sua mulher, D. Maria Emília de Freitas de Melo e Castro Rangel de Quadros.
Casou em Lisboa pela primeira vez a 16 de julho de 1877 com D. Maria José de Melo, que faleceu a 10 de janeiro de 1882, filha dos 3.os condes de Murça, havendo deste matrimónio os seguintes filhos:
- D. Ana Maria Isabel do Carmo;
- João Maria Rodrigo Pinheiro de Melo, 2.° conde de Arnoso;
- Dr. Vicente Miguel de Paula Pinheiro de Melo, 3.° conde de Arnoso;

Pela segunda vez casou com D. Matilde dos Anjos. De quem houve mais os seguintes filhos:
- Bernardo Pinheiro de Melo,
- D. Maria do Carmo Pinheiro de Melo,
- Jorge Pinheiro de Melo,
- D. Isabel Pinheiro de Melo
- D. Teresa Pinheiro de Melo.

## Obras
Para além de uma vasta obra dispersa por periódicos, é autor das seguintes monografias:
- Azulejos (1886) (edição digital na Bibliotrónica Portuguesa)
- Jornadas pelo mundo (1895)
- Suave Milagre (peça de teatro)[9]
- De Braço Dado (contos), com colaboração do Marquês de Sabugosa.[9]